# Danza contemporánea

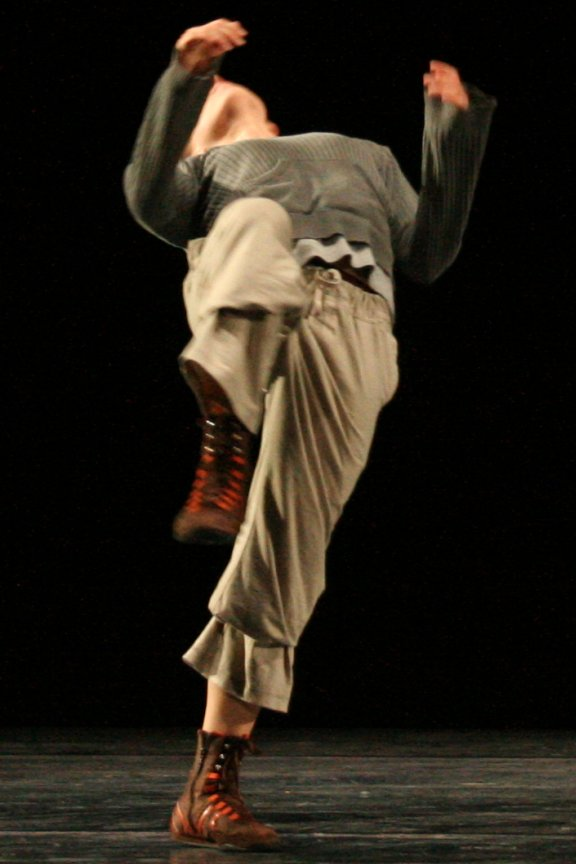
Anna Luise Recke interpretando una pieza de danza contemporánea,
21 de enero de 2009.

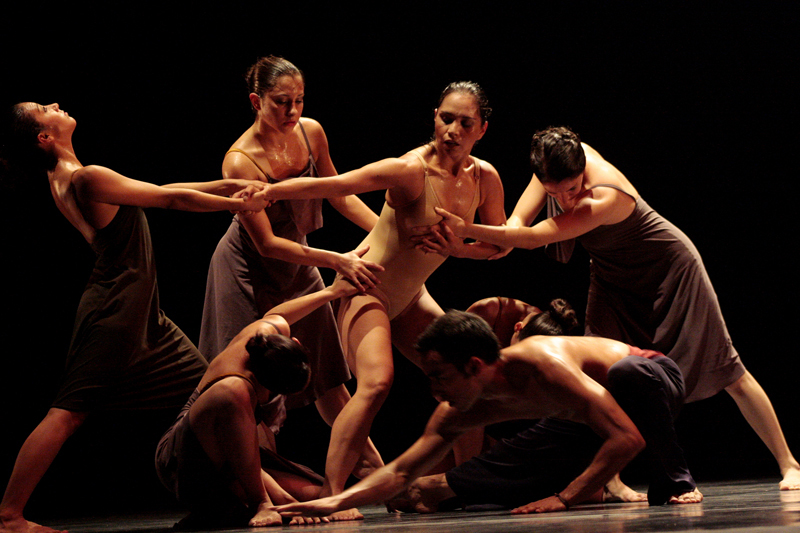
Bailarines de danza contemporánea, 25 de septiembre de 2010.

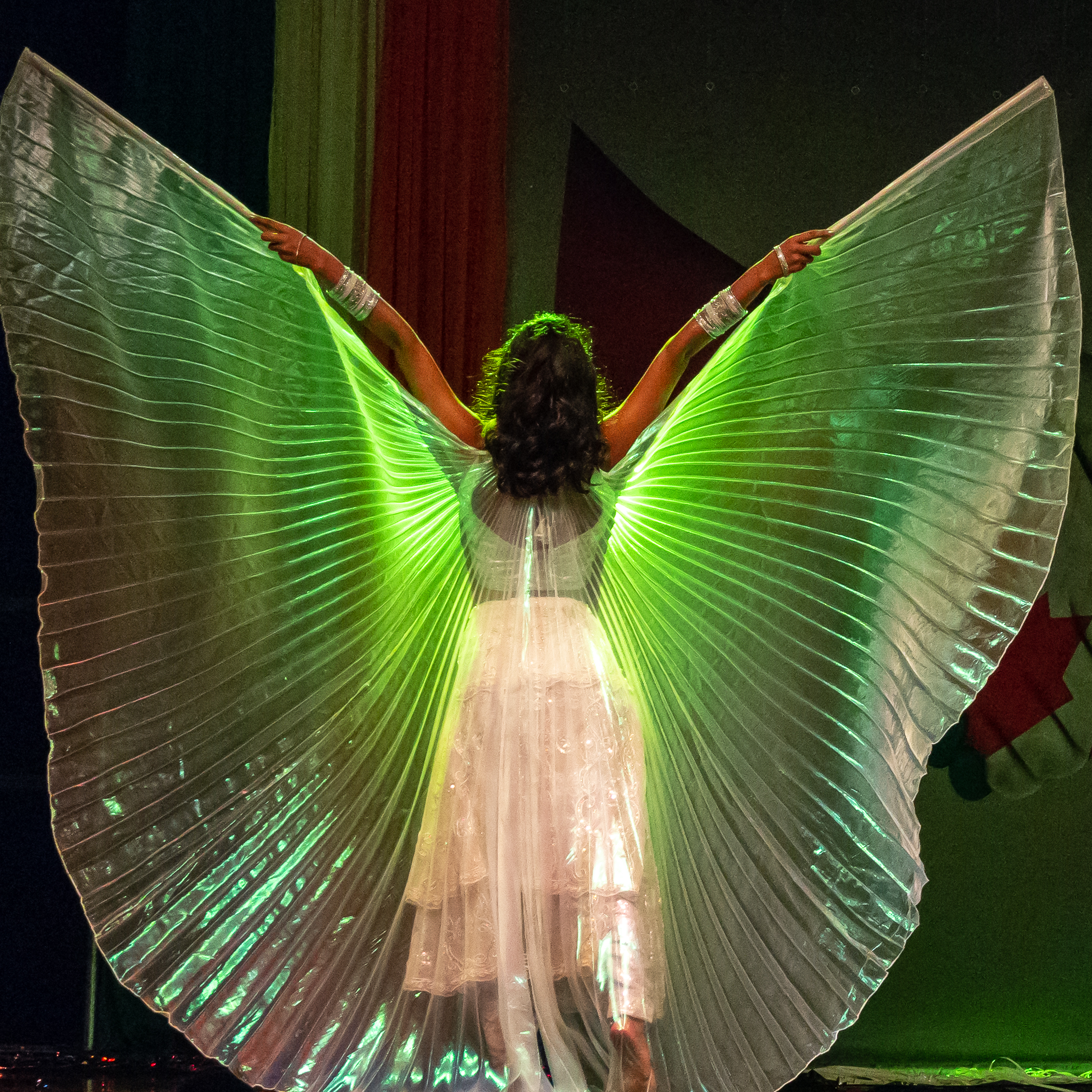
Bailarina contemporánea india en el Festival Folklorama 2018, Winnipeg

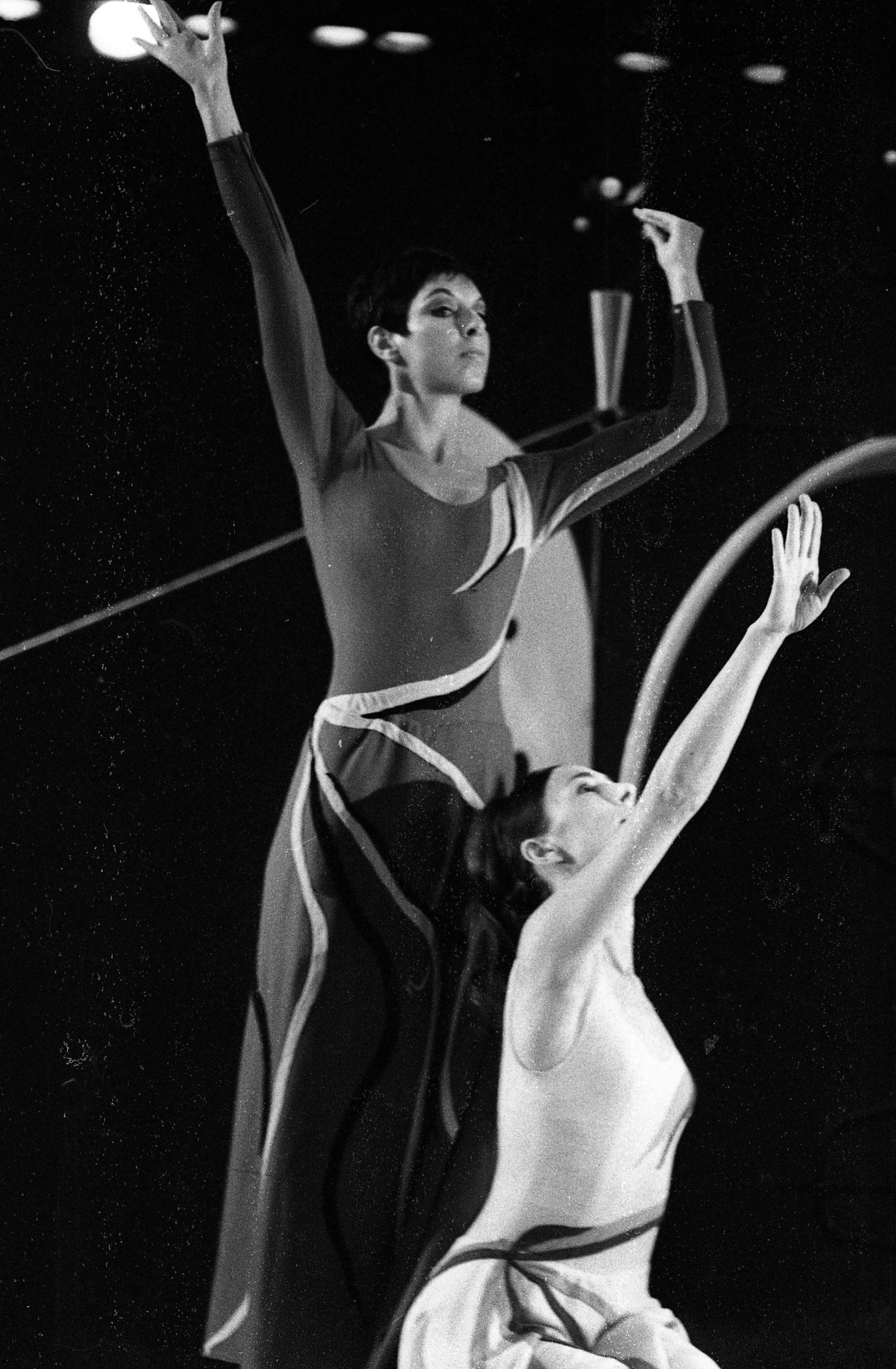
Danza contemporánea, Israel 1969

La danza contemporánea surge como una reacción a las formas clásicas y probablemente como una necesidad de expresarse más libremente con el cuerpo. Es una clase de danza en la que se busca expresar una idea, un sentimiento, una emoción, pero mezclando movimientos corporales propios del siglo XX y XXI. Los movimientos se originan en la mente del bailarín y necesitan un contexto simbólico para conectar con la realidad, creando un puente entre la persona que baila y el mundo que la rodea.
La imaginación, el sueño, la idea y la representación expresiva son una realidad lo más cercano a la cotidianidad del bailarín, por eso lo simbólico en la danza se convierte en expresión. 
La danza contemporánea se fundamenta en la técnica clásica, pero se distingue por la incorporación de elementos innovadores que desafían las convenciones establecidas en la danza clásica. En lugar de seguir las reglas preexistentes, la danza contemporánea introduce una expresión artística única y rupturista.

## Historia
Su origen se remonta hasta finales del siglo XIX. En los inicios se buscaba una alternativa a la estricta técnica clásica, conocida también como ballet clásico, empezaron a aparecer bailarines danzando descalzos y realizando movimientos menos rígidos que los tradicionales en el escenario. Con el tiempo, fueron apareciendo variaciones en las que la técnica clásica no era el principal motor del desarrollo del contemporáneo e incluso se introducían movimientos de otras técnicas corporales, como el flamenco, movimientos de danzas tribales y hasta del yoga. Isadora Duncan fue una de las precursoras en relegar la narrativa convencional de la danza, centrándose en las emociones en favor de explorar efectos sonoros alternativos.  
[[Archivo:Anna Duncan dancing LOC agc 7a09879.jpg|miniaturadeimagen|Isadora Duncan: el sentimiento trasmitido a través de la danza.]

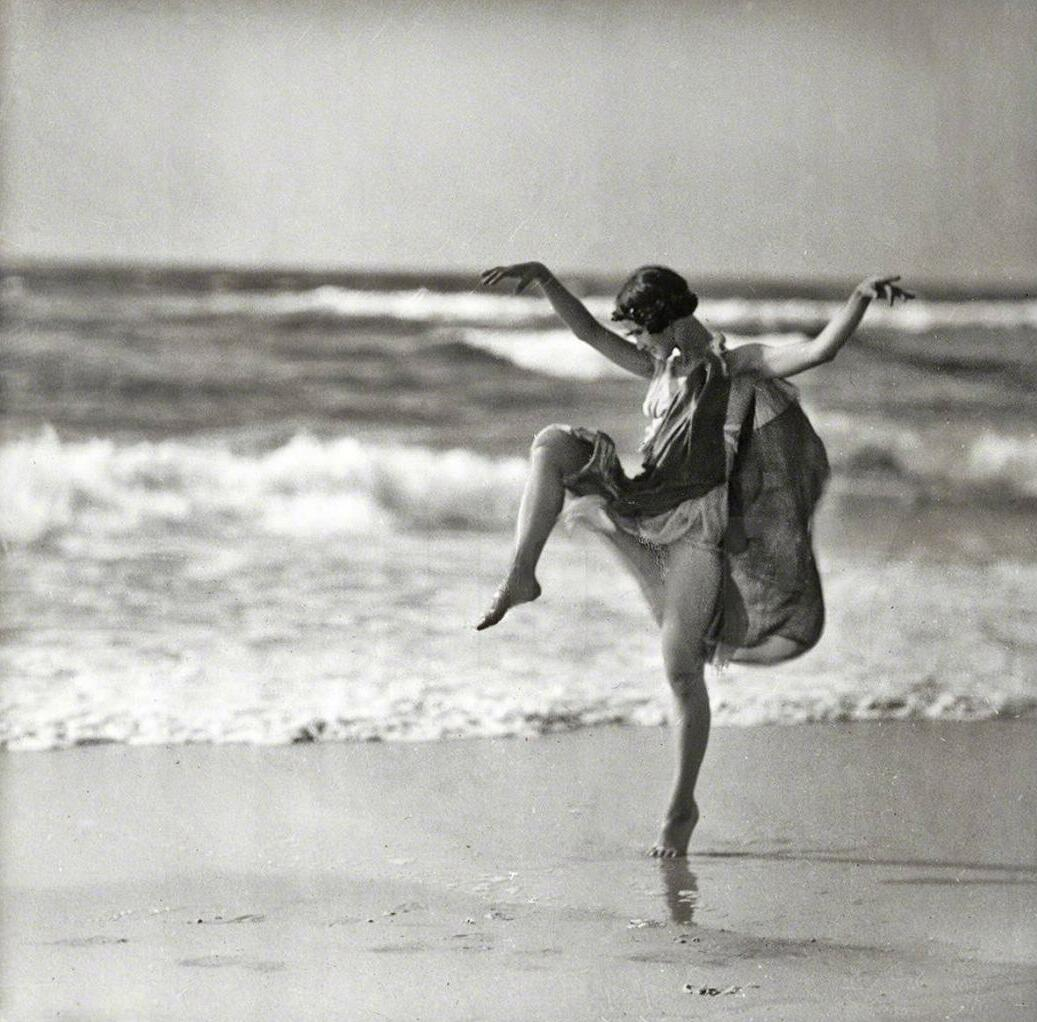
Isadora Duncan: el sentimiento trasmitido a través de la danza.[https://fundacionbbva.pe/opinion/isadora-duncan-el-movimiento-el-amor-y-la-perdida/

Su forma de bailar sería denominada como danza libre, de la que fue precursora y que le ayudo a abrirse camino en Europa. Tenía la revolucionaria teoría de que todo movimiento expresivo arranca del alma Para ella la Danza incluía 6 principios: naturaleza, belleza y forma, ritmo, indumentaria y música.  Su danza se caracterizaba por la utilización de los brazos y el torso, éstos han quedado totalmente libres de las trabas impuestas por el rigor de la danza académica. Isadora rechaza todo lo que considera como gestos de deformación de la técnica clásica. Es considerada como la madre de la danza Contemporánea. 
Hasta el final de la Segunda Guerra Mundial, este renovado estilo de danza se llamó danza moderna, el término fue acuñado a principios del siglo XX por obra de la coreógrafa estadounidense Martha Graham. Por la misma época surgió en Alemania la danza expresiva alemana con gran respuesta del público bajo el signo del expresionismo, con importantes representantes como Gret Palucca, Mary Wigman, Jean Weidt y el estudiante de Laban Kurt Jooss. Sin embargo, el dominio nazi y la guerra pusieron fin definitivamente al género de danza joven. Jean Weidt exportó la nueva danza expresiva alemana a Francia y se estableció allí con gran éxito. El documento contemporáneo más sorprendente de la danza expresiva alemana moderna es el éxito del cine francés El aprendiz de brujo de 1933. La evolución de la danza moderna desde finales de los años 1940 en adelante llevó a que se prefiriese a partir de entonces emplear la expresión danza contemporánea. Sólo en los años 1970 una serie de personalidades estilísticamente muy diferentes consiguieron una nueva popularización en el sentido más amplio de las formas de danza artística moderna: Tom Schilling en Berlín Oriental, Pina Bausch, Susanne Linke y Reinhild Hoffmann en Essen, Johann Kresnik en Bremen y Heidelberg, Jochen Ulrich en Colonia, Jessica Iwanson y Birgitta Trommler en Múnich, Dieter Heitkamp (miembro fundador de Tanzfabrik Berlin) y Helge Musial en Berlín, entre otros. 
Durante la Guerra Fría se desarrolla la danza contemporánea-clásica de muy distinta manera en los distintos países europeos. La influencia de las escuelas de Laban y Mary Wigman se ejerce sobre numerosos artistas y aparecen en todas partes unos cuantos intérpretes-coreógrafos que no llegan a crear escuela. Tampoco la situación económica (Europa se recupera de dos guerras) como geopolítica (Europa dividida por el "Telón de acero") propician la creación de escuelas o movimientos estables de Danza.
No es hasta la década de 1980 que la danza contemporánea europea, sus intérpretes y creadores toman consciencia y comienzan a desarrollarse compañías con sus particularidades en cada uno de los países.
Martha Graham describe que “La danza es comunicación, y por lo tanto el gran reto es hablar claramente, hermosamente, y con certeza”. La danza contemporánea puede hablar de un concepto, proponer un ambiente o presentar movimientos con el propósito de conseguir una estética determinada, no siempre tiene que contar una historia; busca la innovación y la creación de nuevas formas de movimiento de acuerdo con las necesidades del coreógrafo o el intérprete. La danza contemporánea busca la conexión con lo terrenal, con lo humano y sus pasiones, la no estructura, la transgresión.
El coreógrafo suele tomar las decisiones creativas. Él o ella elige si la pieza tendrá un carácter abstracto o narrativo. Los bailarines son seleccionados en función de su habilidad y entrenamiento. La coreografía es determinada basándose en su relación con la música o los sonidos con los que se baila. El papel de la música en danza contemporánea es diferente al de otros géneros porque puede servir de fondo para la pieza. El coreógrafo supervisa la elección del vestuario y su valor estético para la composición general de la actuación y también para ver como influye en los movimientos de los bailarines.
La danza como las otras artes ha tenido grandes cambios estéticos durante toda su historia. En los últimos cincuenta años la investigación y la búsqueda continua de las nuevas formas de expresión ha conducido a la danza por diferentes caminos hacia la perfección técnica y artística. Influenciada por los cambios de la vida social y política y también de otras artes, la danza ha cambiado su forma de ser, su estética y su percepción.
Al analizar los componentes expresivo y motriz de la danza, componentes que derivan de los medios de la educación, la danza es el resultado de dos términos principales que son el movimiento corporal y el arte.En este contexto, la presencia de modalidades educativas diversas, más allá de las convencionales, posibilitan un proceso de formación integral mediante la expresividad intrínseca al lenguaje corporal. Así mismo, se refleja la evolución cultural de la humanidad, estableciendo un vínculo comunicativo entre el pensamiento y la expresión verbal.